# Freisinger Motorsport
Freisinger Motorsport ist ein auf Porsche-Fahrzeuge spezialisierter deutscher Fahrzeugtuner, welcher ehemals auch ein Motorsportteam unterhielt. Das Unternehmen wurde 1967 von Manfred Freisinger in Karlsruhe gegründet und wird heute von seinem Sohn Manfred Freisinger junior geleitet.

## Motorsportgeschichte
Das Team nahm ab 1992 am internationalen Motorsport teil und startete anfangs im Porsche Supercup. 1995 folgte die erste Teilnahme beim 24-Stunden-Rennen von Le Mans. Der erste größere internationale Sieg gelang 1998, als das Unternehmen im Porsche 993 GT2 die Klasse LMGT2 beim Petit Le Mans gewann. Im gleichen Jahr stieg das Team in die FIA-GT-Meisterschaft ein. 1999 belegte Freisinger Motorsport den dritten Platz in der Teamwertung und war damit bestes Porsche-Team. 2000 folgte auf dem EuroSpeedway Lausitz der erste Rennsieg in der FIA-GT-Meisterschaft.
Ab 2001 wurde der Porsche 996 GT3-RS eingesetzt, der den in seiner Klasse inzwischen nur noch eingeschränkt konkurrenzfähigen Porsche 993 GT2 ablöste. Nun trat das Team in der kleineren N-GT-Klasse an. In der Saison 2002 erzielte das Unternehmen in der FIA-GT-Meisterschaft insgesamt sieben Klassensiege. 2003 ging die Teamwertung in der N-GT-Klasse erneut an Freisinger Motorsport. In dieser Saison gelang dem Team mit seinen Fahrern Stéphane Ortelli, Marc Lieb und Romain Dumas darüber hinaus beim 24-Stunden-Rennen von Spa-Francorchamps ein historischer Erfolg, als erstmals ein Fahrzeug der N-GT-Klasse den Gesamtsieg einfahren konnte.
Danach setzte das Unternehmen der Saison 2004 drei Fahrzeuge ein. Insgesamt neun der elf Meisterschaftsläufe entschied das Team in der N-GT-Klasse für sich. Die Teamwertung konnte mit deutlichem Vorsprung auf die Konkurrenz gewonnen werden. Beim 24-Stunden-Rennen von Spa-Francorchamps belegten die drei eingesetzten Fahrzeuge die ersten drei Plätze der Klasse N-GT. Der erstplatzierte der drei Freisinger-Porsche lag am Ende des Rennens auf dem dritten Platz in der Gesamtwertung. In der Saison 2004 nahm Freisinger Motorsport auch an der Le Mans Series teil, in der das Team zwei Klassensiege erzielte und nur knapp geschlagen Platz drei in der Teamwertung der Klasse GT erlangte.
Nach der Saison 2004 musste sich Freisinger Motorsport vom Motorsport zurückziehen, da der Hauptsponsor Yukos infolge der „Yukos-Affäre“ zahlungsunfähig wurde. Seitdem konzentriert sich das Unternehmen auf Tuning und Restaurierung von Porsche-Fahrzeugen.